# Kecamatan Pantaibaru
Kecamatan Pantaibaru är ett distrikt i Indonesien.   Det ligger i provinsen Nusa Tenggara Timur, i den sydöstra delen av landet, 1 900 km öster om huvudstaden Jakarta. Kecamatan Pantaibaru ligger på ön Pulau Roti.